# آرداک داشیان
آرداک آرتوشی داشیان (ارمنی: Արտակ Արտուշի Դաշյան؛ زادهٔ ۲۰ نوامبر ۱۹۸۹ در ایروان) یک بازیکن فوتبال در پست هافبک اهل ارمنستان است.

## باشگاهی
از باشگاه‌هایی که در آن به بازی فوتبال پرداخته است می‌توان به شنگاویت، باشگاه فوتبال بانانتس، متالورگ دونتسک، باشگاه فوتبال گاندزاسار، باشگاه ورزشی المحرق، باشگاه فوتبال واردار، باشگاه فوتبال آلاشکرت، اورارتو، آتیراو و پیونیک اشاره کرد.

## آمارهای باشگاهی
تا تاریخ ۲۱ مارس ۲۰۱۱
| باشگاه         | فصل     | لیگ برتر داخلی | لیگ برتر داخلی | جام حذفی داخلی | جام حذفی داخلی | رقابت اروپایی | رقابت اروپایی | دوستانه/سایر | دوستانه/سایر | مجموعاً | مجموعاً |
| باشگاه         | فصل     | حضورها         | گل‌ها           | حضورها         | گل‌ها           | حضورها        | گل‌ها          | حضورها       | گل‌ها         | حضورها | گل‌ها   |
| -------------- | ------- | -------------- | -------------- | -------------- | -------------- | ------------- | ------------- | ------------ | ------------ | ------ | ------ |
| بانانتس        | ۲۰۰۷    | ۲              | ۰              | ۰              | ۰              | ۰             | ۰             | ۰            | ۰            | ۲      | ۰      |
| بانانتس        | ۲۰۰۸    | ۱۳             | ۴              | ۰              | ۰              | ۰             | ۰             | ۰            | ۰            | ۱۳     | ۴      |
| بانانتس        | ۲۰۰۹    | ۱۹             | ۴              | ۵              | ۰              | ۲             | ۱             | ۰            | ۰            | ۲۶     | ۵      |
| مجموعاً         |         | ۳۴             | ۸              | ۵              | ۰              | ۲             | ۱             | ۰            | ۰            | ۴۱     | ۹      |
| متالورگ دونتسک | ۲۰۰۹–۱۰ | ۴              | ۰              | ۰              | ۰              | ۰             | ۰             | ۳            | ۰            | ۷      | ۰      |
| متالورگ دونتسک | ۲۰۱۰–۱۱ | ۹              | ۰              | ۱              | ۰              | ۰             | ۰             | ۱۴           | ۰            | ۲۴     | ۰      |
| مجموعاً         |         | ۱۳             | ۰              | ۱              | ۰              | ۰             | ۰             | ۱۷           | ۰            | ۳۱     | ۰      |
| بانانتس        | ۲۰۱۱    | ۲۵             | ۴              | ۰              | ۰              | ۰             | ۰             | ۰            | ۰            | ۱      | ۰      |
| مجموعاً         |         | ۲۵             | ۴              | ۰              | ۰              | ۰             | ۰             | ۰            | ۰            | ۱      | ۰      |
| مجموع باشگاهی  |         | ۴۸             | ۸              | ۶              | ۰              | ۲             | ۱             | ۱۷           | ۰            | ۷۳     | ۹      |

## تیم ملی
وی همچنین در زیر ۲۱ سال ارمنستان و تیم ملی فوتبال ارمنستان بازی کرده‌است. داشیان نخستین بازی ملی خود را که یک بازی دوستانه بود در ۱۱ فوریه ۲۰۰۹ در لیماسول، قبرس در مقابل لتونی انجام داده‌است.

## زندگی خصوصی
وی در اواخر نوامبر ۲۰۱۱ ازدواج کرده‌است.

## افتخارات

### باشگاهی
بانانتس
- لیگ برتر فوتبال ارمنستان نایب قهرمان (۱): ۲۰۰۷
- جام استقلال ارمنستان (۱): ۲۰۰۷
- جام استقلال ارمنستان نایب قهرمان (۱): ۲۰۰۸, ۲۰۰۹
- سوپر جام فوتبال ارمنستان نایب قهرمان (۱): ۲۰۱۱–۱۲

 شاختار دونتسک
- جام حذفی فوتبال اوکراین نایب قهرمان (۱): ۲۰۰۹–۱۰